# Benalaxyl
Benalaxyl is een organische verbinding met als brutoformule C20H23NO3. Het is de actieve component in een aantal fytopharmaceutische producten, met name fungiciden. Het structureel meest prominente deel van de molecule is het anilidegedeelte.